# Colégio de Líderes da Câmara dos Deputados do Brasil
O Colégio de Líderes da Câmara dos Deputados do Brasil é um órgão parlamentar da Câmara dos Deputados do Brasil para discussões e negociações políticas a fim de viabilizar a conciliação entre os interesses das diferentes categorias representadas na Casa. O Colégio de Líderes é composto pelos Líderes da Maioria, da Minoria, dos blocos parlamentares, dos partidos políticos e do Governo. Seu regulamento é dado pelo Art. 20 do Regimento Interno da Câmara.